# Sinopoda kambaiti
Sinopoda kambaiti – gatunek pająka z rodziny spachaczowatych i podrodziny Heteropodinae.

## Taksonomia
Gatunek ten opisany został po raz pierwszy w 2020 roku przez Elenę Grall i Petera Jägera na łamach „Zootaxa”. Jako miejsce typowe wskazano Kambaiti na terenie birmańskiego stanu Kaczin. Epitet gatunkowy pochodzi od miejsca typowego.

## Morfologia
Jedyny zmierzony okaz jest samcem o ciele długości 9,8 mm przy prosomie długości 5,1 mm i szerokości 4,8 mm. U okazu przechowywanego w alkoholu karapaks jest żółtawobrązowy z ciemnobrązowymi paskami pośrodku, brązowymi krawędziami tylno-bocznymi i żółtą przepaską poprzeczną w tyle, szczękoczułki są jasnobrązowe, nogogłaszczki i odnóża żółte, sternum żółtawobiałe z brązowymi brzegami, natomiast opistosoma (odwłok) żółta, z wierzchu i po bokach brązowo nakrapiana. Oczy wszystkich par są wykształcone. Szczękoczułki mają trzy zęby na krawędzi przedniej i cztery na tylnej. Nogogłaszczki samca mają apofizę retrolateralną goleni o gałęzi grzbietowej prostej, smukłej, wyposażonej pośrodku w mały kolec, dłuższej i w widoku tylno-bocznym węższej niż mająca zwężający się czubek gałąź brzuszna. W widoku brzusznym cymbium nie jest pośrodku rozdęte w kierunku tylno-bocznym. Szerokość tegulum w części proksymalnej niemal dorównuje ⅔ szerokości cymbium. Wyrastający na godzinie pierwszej konduktor sięga do apofizy emoblicznej. Ta z kolei ma grubą część dosiebną oraz zakrzywioną bocznie i zwieńczoną wąskim, zagiętym dogrzbietowo szczytem część odsiebną; pozbawiona jest haczyka. Embolus jest długi, cienki, lekko zakrzywiony, w widoku brzusznym krótszy od apofizy embolicznej.

## Rozprzestrzenienie
Pająk orientalny, endemiczny dla Mjanmy, znany tylko z lokalizacji typowej na terenie stanu Kaczin. Odnaleziony został na wysokości 2133 m n.p.m.